# Anna Lesko
Anna Lesko (Chisinau, Moldavië, 10 januari 1979) is een Moldavisch-Roemeense zangeres.

## Biografie
Lesko is van Oekraïense afkomst en groeide op in Moldavië tot haar 17e jaar, waarna ze naar Roemenië verhuisde. Ze begon haar carrière in 2002 met de single "Ard în flăcări" (branden in vlammen) die werd opgenomen op het album Flăcări.
In 2003 bracht ze een nieuw album uit, getiteld "Inseparabili" (onafscheidelijk), waarvoor ze in Roemenië een gouden plaat kreeg. Het derde studioalbum Pentru Tine werd uitgebracht in 2004 met drie singles, waarvan de meest succesvolle "Nu mai am timp" (ik heb geen tijd) is, geschreven door Bogdan Popoiag en Eduard Alexandru. In 2006 bracht Anna Lesko de single "Anicyka Maya" uit, die al snel een succes werd in Roemenië.
In 2013 bracht ze de single "Leagană barca" uit met Pavel Stratan. Lesko's hits bereikten meerdere keren de topposities van de Roemeense Top 40, met Anicyka Maya die in 2005 een maand lang op de tweede plek in de hitlijsten stond, naast het verdienen van een nominatie voor beste nummer bij de MTV Romania Music Awards in 2006. Lesko tekende in 2007 bij het platenlabel Cat Music. Na ondertekening bracht ze de single "1001 Dorințe" uit, die de Roemeense Top 40 bereikte. In hetzelfde jaar trad ze voor het eerst op tijdens het MTV Romania Music Awards-gala. In 2020 bracht ze "Ivanko" uit, met Culita Sterp, wiens muziekvideo 24 miljoen weergaven op YouTube opleverde. Lesko sprak de stem van het personage Sarah in voor de Roemeense nasynchronisatie van de animatiefilm Piratenplaneet (2002).

## Discografie

### Albums
- 2002 - Flăcări
- 2003 - Inseparabili
- 2004 - Pentru Tine
- 2006 - Ispita
- 2007 - 24
- 2010 - Jocul Seducţiei

### Singles
- "Ard în Flăcări" (2002)
- "Inseparabili" (2003)
- "Inocenta"
- "Pentru Tine" (2004)
- "Nu Mai Am Timp" (2004)
- "Anicyka Maya" (2005)
- "24"
- "1001 Dorinţe" (2007)
- "Balalaika" (2009)
- "Wake Up" (2011)
- "Go Crazy" (met Gilberto) (2012)
- "Ia-mă" (2012)
- "Leagănă barca" (2013)
- "Foc şi scrum" (2014)
- "So Sexy" (met Vova) (2015)
- "Down Down/Habibi" (met Vova) (2015)
- "Ivanko" (met Culita Sterp) (2020)